# 堺市立安井小学校
堺市立安井小学校（さかいしりつ やすい しょうがっこう）は、大阪府堺市堺区にある公立小学校。

## 沿革
堺市向陽尋常小学校（1946年廃校）より分離し、1937年に創立した。学校敷地は、別の場所に移転した堺市立堺高等小学校（現在の堺市立商業高等学校の前身）の旧敷地を転用している。

### 年表
- 1937年 - 堺市安井尋常小学校として開校
- 1941年4月1日 - 国民学校令により、堺市安井国民学校に改称。
- 1947年4月1日 - 学制改革により、堺市立安井小学校に改称

## 通学区域
- 堺市堺区 旭通（一部）、一条通（一部）、永代町3丁-6丁、翁橋町、北安井町、京町通（一部）、御陵通（一部）、幸通（一部）、神保通（一部）、新町（一部）、中安井町、賑町2丁-4丁、南安井町2丁-6丁、文珠橋通（一部）、八千代通（一部）

卒業生は堺市立陵西中学校に進学する。

## 交通
- 阪堺電気軌道阪堺線 宿院停留場から徒歩12分